# Arimacris
Arimacris is een geslacht van rechtvleugeligen uit de familie veldsprinkhanen (Acrididae). De wetenschappelijke naam van dit geslacht is voor het eerst geldig gepubliceerd in 2006 door Matiotti da Costa & Silva Carvalho.

## Soorten
Het geslacht Arimacris  is monotypisch en omvat slechts de volgende soort:
- Arimacris trinitatis (Bruner, 1906)